# 프랑시옹

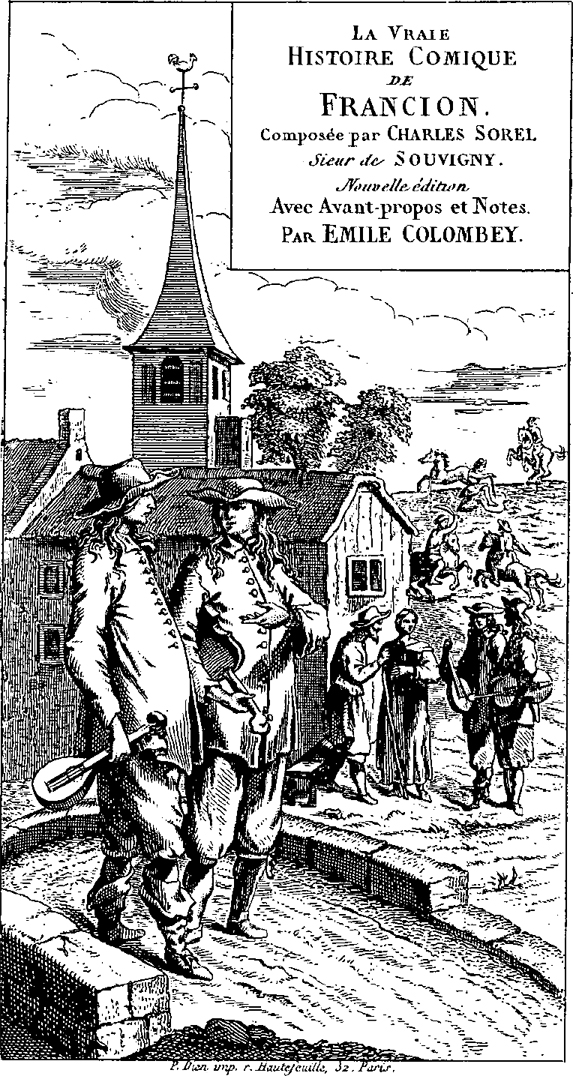

프랑시옹(프랑스어: Histoire comique de Francion)은 샤를르 소렐이 쓴 작품이다. 초판본(제1∼7권)은 1623년 출판되었다. ‘프랑시옹’이라는 귀족 청년의 기상천외한 풍자와 해학을 통해 당시 프랑스 사회의 다양한 면모까지 엿볼 수 있게 한다. 특히 신혼 첫날 아이를 낳은 신부의 이야기와, 부정한 아내를 가려내기 위한 프랑시옹의 묘안은 큰 웃음을 자아낸다.

## 배경
이 작품은 프랑시옹이라는 어느 귀족 청년의 우스운 행적을 적나라하게 그린 이야기이다. 조금 부연하자면, 심각한 진실을 감추고 있는 우스개 이야기이다. 그러나 아이소포스의 ≪우화≫나 프랑스 중세의 패설들(fabliaux), ≪여우 이야기≫, ≪즐거운 한담≫, ≪캔터베리 이야기≫, ≪데카메론≫, ≪노벨리노≫ 등과 같은 일화집이 아니라, 유유히 이어지는 긴 이야기이다. 따라서 누구나 그 긴 이야기의 흐름에 스스로를 맡긴 채, 각자의 능력껏 나름대로의 의미를 발견하고 즐거움도 취할 수 있는 작품이다. 뿐만 아니라, 구태여 작가의 서문을 읽지 않더라도, 그가 이 작품을 쓰게 된 동기, 즉 사람들의 시름을 달래주려는 그의 지극한 정을 작품 갈피갈피에서 느낄 수 있는 바, 시대적 혹은 보편적 질곡에서 허덕이는 이들에게는 잠시나마 위안이 될 수 있는 작품이다. 게다가 갈리아적 기질, 즉 프랑스의 가장 유구한 기질을 짙게 간직한 작품이다. 따라서, 문예 일반의 측면에서 보더라도, 상당히 훌륭한 작품이라 할 수 있으며, 특히 프랑스인들에게는 귀중한 작품으로 보일 수도 있을 것이다. 그렇건만, 대한민국의 일반 독자들에게는 물론, 프랑스 문학을 전공하는 이들에게도 그리 잘 알려진 작품은 아니다. 심지어 많은 프랑스인들에게조차 낯선 작품이다. 몰리에르나 스까롱의 이름을 들으면 잘 안다는 듯한 표정을 짓다가도, 샤를르 쏘렐이나 그의 작품 ≪프랑시옹≫ 이야기를 꺼내면, 대다수 프랑스인들이 멈칫거리는 표정을 짓는다.
그분의 덕망과 용맹 뛰어나셨으나, 프랑스 역사책에는 그분에 대한 언급이 한 마디도 없습니다. 금세기 역사가들의 등한함과 신의의 결여 때문입니다. 하지만 그분의 인품과, 그분이 당신의 주군을 위하여 얼마나 많은 접전을 치르셨는지 모르는 사람은 별로 없습니다.

≪프랑시옹≫ 제3권에서, 프랑시옹이 자기의 선친 이야기를 시작하며 한 말이다. 그러나 오늘에 이르러 샤를르 쏘렐(1600?∼1670?)의 생애나 작품을 돌이켜 생각해 보면, 위의 구절이 작가 자신의 운명을 예언하고 있다는 감회에 사로잡히게 된다. 그가 언제 태어나서 언제 타계하였는지 정확히 알려진 바가 없는 것은 물론, 그의 생애에 대해서도, 부친이 법조인이었고, 그 자신이 한때 왕실 사관(史官)이었으며, 수비니 공(sieur de Souvigny)으로 불렸고, 몇몇 문인들과 교분이 있었다는 것, 그리고 어느 백작의 개인 서기였다는 이야기가 고작이다. 또한 그의 ≪프랑시옹≫이 1623년부터 1633년까지 3회에 걸쳐 출판되었으며, 만년에는 프랑스 문학, 물리학, 윤리학 연구에 몰두했다는 것 등이, 그의 활동에 관한 기록이다. 그의 ≪프랑시옹≫을 17세기의 걸작품들 중 하나라고 하면서, 그리고 하찮은 작품을 남긴 사람들의 생애까지도 샅샅이 파헤치기를 좋아하는 프랑스 학자들이, 그의 생애나 작품에 대하여서만은 간단한 언급으로 그치니, 한마디로 기이한 현상이다. 구태여 다른 작가들을 폄하하려는 뜻은 없으나, 17세기 프랑스 문학에서 그의 ≪프랑시옹≫에 비할 만한 소설을 발견하기 어렵다는 사실을 생각하면 더욱 불가사의한 일이다.
프랑스 학자들 중에는, ≪프랑시옹≫을 가리켜 “≪질 블라≫의 조상” 혹은 “17세기 프랑스 문학에서 독보적인 작품”이라고 하는 이들도 있다. 하지만 그러한 언급들은 작품의 특성이나 문학적 가치 등을 별로 드러내주지 못한다. 그저 의례적이며 마지못해 하는 칭찬 내지 노변정담식 논평일 뿐이다. 그 작품에서 강한 인상을 받기는 했지만, 차마 상세한 이야기는 펼치지 못하겠다는 듯한 조심스러운 어조이다. 그러한 측면에서는 ≪프랑시옹≫ 역시, 싸드의 작품들과 유사한 운명에 놓여 있다. 어휘 및 구문의 독특한 용례들로 넘치는 그 언어적 보고가, 사전 편찬자들에 의해 외면당했다는 점에서도, 싸드의 작품들과 그 처지가 비슷하다. 그러나 여하튼, 작품의 구성적 측면이나 끊임없이 이어지는 해학적 일화들의 풍자성을 고려할 때, ≪프랑시옹≫을 프랑스의 ≪돈끼호떼≫라 칭하여도 무방할 것으로 보인다.
이 초역본은 작품에 등장하는 다양한 인간상의 면모와 사회적 만화경을 드러내는 일화들을 몇가지로 선별하여 구성하였다. 또한 작가의 세계관과 내밀한 의지 및 문체적 특성을 독자들께서도 짐작하실 수 있도록 배려하였다. 물론 작품의 총체적이고 유기적인 줄거리를 요약하는 형태의 초역은 시도하지 않았다. 주인공이 이동함에 따라 새로운 사건들이 꼬리를 물고 일어나며, 그 사건들 사이에 필연적 인과관계가 성립하지 않는다는 구성상의 특징(삐까레스꼬 소설의 특징) 때문이다. 오직 작품의 특성을 드러내는 징후임 직한 표본을 제시하려 하였을 뿐이다.